# Proyecto de muestras de hielo de Groenlandia

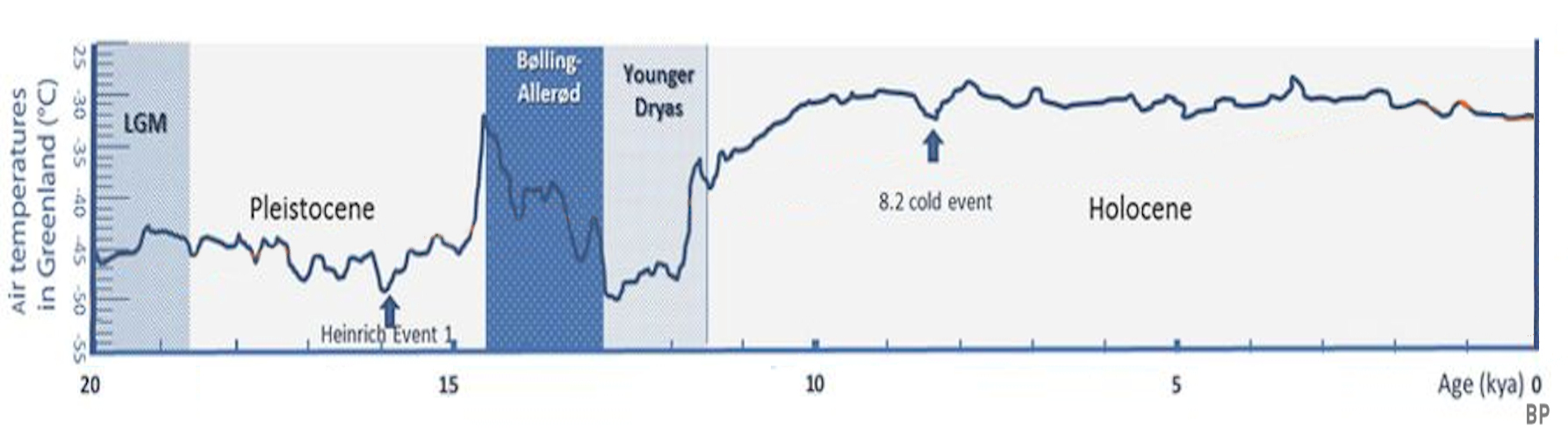
Evolución de la temperatura en el período postglacial según las muestras de huelo de Groenladia.

El Proyecto de muestras de hielo de Groenlandia (acrónimo en inglés GRIP,Greenland ice core project) fue un proyecto multinacional europeo de investigación, organizado por la Fundación europea de la Ciencia, con fondos de 8 naciones: Bélgica, Dinamarca, Francia, Alemania, Islandia, Italia, Suiza, RU), y de la Unión Europea. GRIP perforó exitosamente hasta una profundidad de 3.028 m de muestras de hielo hasta la base de la  Capa de hielo de Groenlandia en Summit, Groenlandia Central de 1989 a 1992, en 72°35′N 37°38′O / 72.583, -37.633. 

Porción de muestra GISP2 de hielo a 1.837 m de profundidad, en donde se ven claramente las capas anuales.

Los estudios de isótopos y varios constituyentes atmosféricos en las muestras revelan los detallados registros de variaciones climáticas alcanzando más de 100 ka (kiloaños) en el tiempo. Los resultados indican que el clima del Holoceno ha estado remarcablemente estable, y confirmando la ocurrencia de variaciones climáticas vertiginosas durante la última Era Glaciar (la glaciación de Würm o Wisconsin). 
Las variaciones δ18O observadas en parte de las muestras hacen creer en la exactitid del fechaje del Interglacial Riss-Würm (o interglacial Eemiano) que no habían sido confirmadas por otros registros  incluyendo al Proyecto NGRIP (o Proyecto de muestras de hielo del norte de Groenlandia), y parecen indicar que el evento intergracial Eemiano aparece ser tan estable como el Holoceno.